# 喝!リベンジナイト
『喝!リベンジナイト』（かつ リベンジナイト）は、2000年4月8日から同年9月30日までテレビ東京で放送されていたバラエティ番組である。全25回。放送時間は毎週土曜 24:50 - 26:25 （日本標準時）。

## 概要
1983年～1991年までフジテレビ系で放送されていた深夜番組『オールナイトフジ』の復権を狙って制作された。前番組『SNOW BEAT』から引き続きヒロミが司会を務めた。番組のタイトルは同枠で放送されていた『ギルガメッシュないと』・『アルテミッシュNIGHT』を踏襲している。「リベンジギャルズ」と呼ばれる女子大生タレントたちを中心とした番組で出演者の写真集やCDデビューなども開始当初から検討されていたが、半年で終了。
リベギャルの中には、後に『開運!なんでも鑑定団』のコーナーコンパニオンになる青木直子や、後にAV女優に転身するアニー麗、後にワンギャルになる河村和奈、テレビ朝日の『ロンドンハーツ』でトラップガールを務めた本多絵里子などもいた。

## 主なコーナー
- 金返せ！ショー

プロ・アマ問わず芸や特技を持った人が出場するコーナー。出場者には保証金として５万円が先に渡され5人の審査員の「面白かった」というジャッジの数で賞金が進呈される。
- リベンジ写真館
- リベンジサテライト
- 最新 洋画情報
- 韓国最新情報

Korea Pop Best5など。

## 出演者

### 司会
- ヒロミ
- 横尾由起
- スティーヴ エトウ[5]

### リベンジギャルズ
- 青木直子
- アニー麗
- 片岡未来[6]
- 河村和奈
- 小林加奈
- 斉藤理真
- 桜弥里
- 田熊ゆい
- 原理恵子
- 本多絵里子
- ほか

## スタッフ
- 構成：三枝玄樹 [7]ほか
- 技術：ACT、池田屋
- 美術：テレビ東京アート
- 編集・MA：パッチワーク
- 制作スタッフ：昼間達樹 ほか
- ディレクター：大根仁 [8]、佐藤徹也[9]ほか
- プロデューサー：川幡浩
- 制作協力：オフィスクレッシェンド
- 製作著作：テレビ東京